# Pterostichus similis
Pterostichus similis är en skalbaggsart som beskrevs av Mannerheim. Pterostichus similis ingår i släktet Pterostichus och familjen jordlöpare. Inga underarter finns listade i Catalogue of Life.